# زنباء فضية
زنباء فضية (الاسم العلمي:Pangonius argentatus) هو نوع من الحشرات يتبع جنس الزنباء من الفصيلة النعرية.